# Драгомир Ћулафић
Драгомир Ћулафић (Горње Луге, код Андријевице, 8. новембар 1940) српски је песник и прозни писац. Члан је Удружења књижевника Србије. Живи у Београду и повремено у завичају.

## Биографија
Гимназију је завршио у Иванграду (Беране). Завршио је Филозофски факултет у Новом Саду, група за немачки језик и књижевност.
Од 1969. до 1984. био је професор немачког језика у Старој Пазови, а од 1984. до 2004. био је директор Народне библиотеке „Лазо Кочовић” (од 1995. библиотека „Лаза Костић”) у Београду. 
За време његовог директорског мандата основане су две познате књижевне трибине „Бранко Ћопић” и 
„Међу јавом и мед сном”.

## Књижевни рад
Пише поезију и прозу за децу и одрасле. Заступљен је у више антологија, у школској лектири и читанкама. Његови романи за младе су у многим библиотекама проглашавани за најчитаније књиге. Поему „Још ме има” називају „завичајном Пјесмом над пјесмама”.
Песме и приче су му превођене на: руски, енглески, немачки, бугарски, јерменски, румунски, мађарски, словачки, русински, македонски и словеначки језик. Више његових песама је компоновано.

## Дела (библиографија)

### Књиге поезије
- „Позни летачи”, поезија (ауторско издање, Београд, 1971)
- „Друга јава”, поезија („Багдала”, Крушевац, 1973)
- „Разговор жеђи”, поезија („Стражилово”, Нови Сад, 1978)
- „Ако се сетиш”, поезија за децу („Стражилово”, Нови Сад, 1985, друго, допуњено издање 1986)
- „Навала празнине”, поезија („Нова књига”, Београд, 1988)
- „Чудна стаза”, поезија за децу („Ново дело”, Београд, 1988)
- „Селице”, поезија за децу („ИП Књига”, Београд, 1990)
- "Шта ту има да се крије", поезија за децу ("Књиготека", Београд, 1994, два издања)
- „Кад јабука зарумени”, избор поезије и прозе за децу („Сремпублик”, Београд, 1996, друго издање 1997)
- „Причест”, поезија („Просвета”, Београд, 1997)
- „Рашири руке”, избор поезије за децу („Григорије Божовић”, Приштина, 1998)
- „Још ме има”, поема („Интерпрес”, Београд, 2000)
- „Још ме има”, поема („Интерпрес”, Београд, друго библиофилско издање, 2000)
- „Шапнула ми бреза”, изабране и нове песме за децу (Нолит, Београд, 2001)
- „Боље вас нашли”, избор песама и прича (са Градимиром Стојковићем), пет издања, прво издање „Српска књига”, Рума, 2002.
- „Још ме има”, поема (ЈП културни центар Бар, треће издање, 2004)
- „Да ти шапнем”, избор песама и прича за децу и младе, Зрењанин, Градска народна библиотека „Жарко Зрењанин”, 2010.
- „У свом раму[2]”, поезија (Партенон, Београд, 2011)
- „Памтићу”, изабране песме за децу (Међународни фестивал поезије „Смедеревска песничка јесен”, Смедерево, 2012)
- „Још ме има”, поема („Интерпрес”, четврто издање са додатком „Из дневника аутора Поеме” (аутор додатка Велимир Ралевић), Београд, 2016.)
- „Затајна ушћа”, изабране и нове песме са биобиблиографијом уз одабране текстове о књигама, Београд, „Филип Вишњић” и Удружење књижевника Србије, 2018.
- „П(ј)есме”, Удружење књижевника Србије, Београд, 2025.

### Романи
- „Звјездано ждријебе”, роман за дјецу и омладину (БМГ, Београд, 1997, Bookland, Београд, друго издање, 2004)
- „Наше лето[3]”, роман за децу и родитеље (Народна књига - Алфа, Београд, 2002)
- „Рингишпил у мојој глави[4]”, роман за младе (Народна књига - Алфа, Београд, 2003, 2005)
- „Рингишпил морска шема”, роман за младе (Народна књига - Алфа, Београд, 2005)
- „Заљубљени рингишпили”, роман за младе (Народна књига - Алфа, Београд, 2008, 2009)
- „Неко други”, роман (Чигоја штампа, Београд и Народна библиотека "Доситеј Обрадовић", Стара Пазова, 2009)
- „Рингишпил за троје” роман за младе (Bookland, Београд, 2013)
- „Овај вирус је баш безобразан”, роман за децу, Bookland, Београд, 2021.

### Збирке приповедака
- „Кључ”, приповетке („Универзитетска ријеч”, Никшић, 1991)
- „Море на једанаестом спрату”, приче за децу (Народна књига - Алфа, Београд, 2001)

### Приређивачки рад
- „Преноћен живот”, антологија боемске поезије („Интерпрес”, Београд, 1997, с Ратком Чолаковићем)

### Изабрани критички осврти
- АНДРИЋ, Радомир: Затајна ушћа (Читалачки запис уз изабране песме Драгомира Ћулафића) / Радомир Андрић. У: Затајна ушћа (Удружење књижевника Србије), Београд: Филип Вишњић, Београд), 2018, стр. 5-8.[5]
- АНТИЋ, Мирослав: Загледан у будућност звезда / Мирослав Антић. У: Дневник : Журнал Мирослава Антића (Нови Сад) бр. 8.764, субота 27. март 1971, стр. 11.
- ВУКАДИНОВИЋ, Алек: Снажан лични печат / Алек Вукадиновић, рецензија, У свом раму (Партенон, Београд, 2011), стр. 75, 76.
- ДАМЈАНОВИЋ, Ратомир: С брега на брег као с века на век / Ратомир Рале Дамјанови.- Скица за портрет Драгомира Ћулафића. У: Књижевне новине Београд, јул-август 2005, стр. 19.
- ЕРДЕЉАНИН, Анђелко: Прва љубавна екскурзија / Анђелко Ердељанин.- Приказ; нове књиге: Рингишпил за двоје. У: Детињство, Нови Сад, год.36, бр. 4 (2010), стр. 87. 88.
- ЖИВКОВИЋ, Живан: Детињство и како га сачувати / др Живан Живковић.- Приказ: Драгомир Ћулафић, Чудна стаза. У: Детињство (Нови Сад), бр. 1-2/1990.
- ЗУБАЦ, Перо : Море на једанаестом спрату / Перо Зубац.- Приказ: Нове књиге за децу и омладину: Море на једанаестом спрату. У: Витез, Београд, год. 1, број 3, 2002, стр. 33.
- ИВАНОВИЋ, Н. Јован: Чежњиви пев јесењег човека / Јован Н. Ивановић.- Приказ: Причест. У: Нова овидљавања (књижевнокритичка разматрања).- Београд, Свет књиге, 2015, стр. 40-45.
- КАЛЕЗИЋ, др Василије: Још ме има - „пјесма све што оста...” / Василије Калезић.- Предговор. У: Још ме има, прво библиофилско и друго издање, Београд, Interpress, 2000, стр. 7,8.
- КАЛЕЗИЋ-РАДОЊИЋ, др Светлана: Omladinski romani Dragomira Ćulafića / Svetlana Kalezić-Radonjić. U: Savremena crnogorska književnost za djecu i omladinu / Posebna izdanja: naučna monografija, knjiga br. 2 (Bijelo Polje : JU Ratkovićeve večeri poezije : Institut za dječju i omladinksu književnost / Institute for Childern’s and Jouth Literature), Pogorica, 2016. str. 39-67. - Fragmneti eksplicitne poetike / Dragomir Ćulafić : Vedro misliti i vedro pisati, str. 237-239.
- КОСТИЋ, Душан : Из рецензије / Душан Костић. У: Драгомир Ћулафић / Кључ, Универзитетска ријеч, Никшић, 1991, на клапни.
- МАРЈАНОВИЋ, др Воја : Селице / Воја Марјановић. - Из рецензије. У: Селице (Београд: ИП Књига), 1990, на клапни.
- МАРЈАНОВИЋ, др Воја : Песме без адресе / Воја Марјановић.- Приказ; нове књиге за децу : Селице.- Објављена и песма: Љубавна математика. У: Политика за децу (Београд), четвртак, 28. мај 1992, стр. 4.
- МИРКОВИЋ, Чедомир : Из рецензије / Чедомир Мирковић. У: Причест (Београд: Просвета), 1997, на корици.
- ПАВЛОВ, Милутин Ж. :Породични роман за успомену и дуго сећање / Милутин Ж. Павлов.- приказ: Наше лето. У: Детињство (Нови Сад), јесен-зима 2002. стр. 79.
- РАЛЕВИЋ, Велимир : Из дневника аутора поеме / поводом четвртог издања/ Велимир Ралевић. У: Још ме има (Београд: Interpress), 2016. стр. 71-137.
- СТАНИШИЋ, Слободан : Чудесна вртешка младости / Слободан Станишић.-Приказ: О награђеној књизи „Рингишпил у мојој глави”. У: Песма међу песницима: Зборник 6.7. књижевних сусрета „Дани дечје поезије и стваралаштва Гордана Брајовић”, Алексинац, мај 2003-2004, стр. 83-85.
- СТОЈКОВИЋ, Градимир : Три поетска простора Драгомира Ћулафића / Градимир Стојковић. У: Mons Aureus: Добро / часопис за књижевност, уметност и друштвена питања.-Смедерево: Народна библиотека Смедерево, год. 3, бр. 8 (2005), стр. 135, 136, уз белешку о писцу, стр. 137, са избором Градимира Стојковића од 10 песама и две приче, стр. 138-144.
- СТРИКОВИЋ, Јован Н. : Драгомир Ћулафић на водама светог Лима / Др Јован Н. Стриковић.- Рекли су /Радомир Андрић [и др.]. У: Још ме има - четврто издање (Београд: Интерпрес), 2016, стр. 63-70.
- ЧОЛАКОВИЋ, Ратко : Локално као универзално / Ратко Чолаковић.- Приказ: Драгомир Ћулафић, Још ме има (Београд: Interpress), 2000. У: Борба / Савремена поезија и проза (Београд), 6. децембар 2001.

## Значајније књижевне награде
- Прва награда за најлепшу југословенску песму о реци, Фестивал крај зелене Зете, 1993.
- Златна плакета за најбољу југословенску боемску песму, Приштина, 1995.
- Књига године, роман „Звијездано ждријебе”, Фестивал хумора за децу[6], Лазаревац, 1997.
- Завичајна награда општине Андријевица за свеукупно књижевно стваралаштво, 1998.
- "Змајев штап", почасна награда Змајевих дечјих игара, 2001.
- „Доситеј” награда за роман „Наше лето”, критика дечјег жирија града Београда, 2002.
- „Гордана Брајовић” награда „Вечерње новости” за роман „Рингишпил у мојој глави”, за најбољу књигу између два фестивала (Дани „Гордане Брајовић”,Алексинац), 2003-2004.
- "Златно Гашино перо" за свеукупно књижевно стваралаштво за децу, Фестивал хумора за децу, Лазаревац, 2004.
- Најлепша пјесма о Лиму, поема „Још ме има”, бијелопољски лимски сусрети, 2005.
- „Доситеј” награда критике дечјег жирија града Београда за роман „Заљубљени рингишпил”, 2008.
- „Доситеј” награда критике дечјег жирија града Београда за роман „Рингишпил за двоје”, 2010.
- „Маслинов вијенац”, награда за укупно стваралаштво за дјецу, Међународног фестивала дечјег стваралаштва и стваралаштва за дјецу „Сусрети под Старом маслином[7]”, Бар, 2010.
- „Златни кључић”, награда за стваралаштво за децу, Међународни фестивал поезије "Смедеревска песничка јесен", 2012.
- Плакета „Мали принц”, Међународни фестивал за децу „Везени мост”, Тузла, 2013.
- „Ратко Делетић”, књижевна награда "Гласа Холмије", часописа за књижевност, историју и културу, Беране, 2017.
- „Песнички прстен”, награда Фестивала за децу и младе, Булка, Црвенка, 2019.
- „Повеља Мораве” јубиларна 20. међународна национална награда УКС и Друштва књижевника Мрчајевци, Мрчајевци, 2023.